# Cinema Bizarre
Cinema Bizarre va ser una banda alemanya, amb influències del Visual Key i que tocava principalment Glam Rock. Tenia com a managers a Tilo Wolf, cantant de la banda Lacrimosa i Eric Burton, cantant de Catastrophe Ballet. La banda va estar en actiu dels anys 2005 al 2010.

## Components
- Strify (Veu) [2005/2010]
- Kiro (Baix) [2005/2010]
- Yu (Guitarra) [2005/2010]
- Shin (Bateria) [2005/2010]
- Romeo (Teclat) [2009/2010]
- Luminor (Teclat i segona veu) [2005/2008]

## Discografia
- Final Attraction (2007, Universal)
- toyZ (21.08.09, Només Europa)
- "Bang" (25.08.09, Només U.S.A.)